# Schnellbach (Parthe)
Der Schnellbach ist ein linksseitiger Zufluss der Parthe in Sachsen. Er entwässert ein Einzugsgebiet von 9,3 km² und ist 4,6 Kilometer lang.

## Verlauf
Der Schnellbach entspringt südöstlich des Otterwischer Ortsteiles Großbuch im Frauenholz und überquert nach wenigen Metern die Grenze zum Grimmaer Ortsteil Bernbruch. Ab dort fließt der Schnellbach etwa nordnordöstlich in seinem begradigten Bett bis zum Buchteich im Flächennaturdenkmal (FND) Buchteich Großbardau. Direkt nördlich des FND unterquert er die Kreisstraße K 8353, passiert eine Wehranlage und verläuft danach begradigt bis zu seiner Mündung in die Parthe nordöstlich des Grimmar Ortsteiles Großbardau.